# Nunca más (programa de televisión)
Nunca más es un programa de televisión producido por ATV. El programa de telerrealidad se basa en conflictos familiares, de parejas, entre otros. Es conducido por la periodista Andrea Llosa. El programa también llegó a emitirse en ATV+.

## Historia
El programa fue creado en junio de 2011, en sus inicios, la conductora Andrea Llosa presentaba los hechos acerca de conflictos familiares dentro de los estudios del canal, mientras que en los largorreportajes, se realizaban en las calles o en las viviendas de las familias, siendo épicas las veces que la misma conductora iba al lugar y encaraba al agresor en la vía pública reprochandole sus actos.
En el 2014, el programa comenzó a emitirse en Alta definición.
A partir de 2016, los conflictos se resuelven dentro de los estudios del canal con ayuda de un abogado, y con presencia de un psicólogo. 
En el 2017, el programa comenzó a retransmitirse de lunes a viernes hasta el 2018, sin afectar el horario habitual. 
En el 2019, ATV lanza un programa variante llamado Andrea, un talk show que se realiza en modo grabado sin público. Debido a su éxito, el espacio se transmite desde 2021 en Guatemala. A partir de ese momento Llosa deja de ir al lugar a encarar, pasando a ser su investigadora Jimena Appiani quién hace el seguimiento y encaramiento.
En el 2020, debido al impacto del COVID-19, el programa comienza a retransmitir programas anteriores, y a mediados del año, comienzan a emitirse estrenos. Tiene una gran acogida por parte del público, incluso más que los programas dominicales emitidos en ese día.

## Controversias
La Sociedad Nacional de Radio y Televisión sancionó a mencionado programa por emitir contenido violento en horario familiar en 8 emisiones en mayo, junio y julio de 2014.
En 2015 la Sexta Sala Penal para Reos Libres, en Lima, absolvió al entonces director del Grupo 5, Elmer Yaipén Junior, del delito de difamación agravada. Esto debido a que en 2013 Andrea Llosa demandó a Yaipén por acusar de cobro monterio en su programa «para exponer públicamente el caso de su hija», y que ganó en primera instancia en 2014.
En 2020 Andrea fue sentenciada por dos años de prisión suspendida por un caso de difamación contra Carlos Cáceda difundido en su programa.

## Conductora
- Andrea Llosa (2011-presente)